# Mount Albion
Mount Albion ist ein 1507 m hoher Berg im ostantarktischen Mac-Robertson-Land. Er ragt 3 km südsüdöstlich des Mount O’Shea im südlichen Abschnitt der Athos Range in den Prince Charles Mountains auf.
Entdeckt wurde er von der durch den australischen Bergsteiger William Gordon Bewsher (1924–2012) geleiteten Südgruppe der Australian National Antarctic Research Expeditions (1956–1957). Namensgeber ist der Australier Patrick Neil Albion (* 1922), Funker auf der Mawson-Station im Jahr 1956.